# Neuerwerbungsliste
Eine Neuerwerbungsliste ist ein Verzeichnis der neu in den Bibliotheksbestand aufgenommenen Medien. Die Bibliotheksverwaltung informiert die Bibliotheksbenutzer über neue Anschaffungen und fördert dadurch die Mediennutzung. 